# 875 Nymphe
Nymphe (asteroide 875) é um asteroide da cintura principal com um diâmetro de 13,75 quilómetros, a 2,168181 UA. Possui uma excentricidade de 0,150706 e um período orbital de 1 489,88 dias (4,08 anos).
Nymphe tem uma velocidade orbital média de 18,64120658 km/s e uma inclinação de 14,58485º.
Esse asteróide foi descoberto em 19 de Maio de 1917 por Max Wolf.